# The Oak Ridge Boys
The Oak Ridge Boys — американський вокальний квартет у стилі кантрі та госпел з Оук-Ріджа, штат Теннессі. Група була заснована в 1940-х роках як Oak Ridge Quartet. Вони стали популярними в південному госпелі в 1950-х роках. На початку 1960-х років їхня назва була змінена на Oak Ridge Boys, і вони залишалися госпел-групою до середини 1970-х, коли змінили імідж і зосередилися на музиці кантрі.
Склад, який створив їхні найвідоміші кантрі та кросоверні хіти ― такі як «Elvira» (1981), «Bobbie Sue» (1982) і «American Made» (1983) ― складається з Дуейна Аллена (головний вокал), Джо Бонсолл (тенор), Вільям Лі Голден (баритон) і Річард Стербан (бас). Голден і Аллен приєдналися до групи в середині 1960-х, а Стербан і Бонсолл приєдналися на початку 1970-х. Голдена вилучили з групи в 1987 році та замінили Стівом Сандерсом до 1995 року, коли він пішов, а Голден знову приєднався.
У 2015 році група увійшла до Зали слави кантрі-музики.

## Історія
Основною групою, яка згодом призвела до Oak Ridge Boys, була кантрі-група під назвою Wally Fowler and the Georgia Clodhoppers, сформована в 1943 році в Ноксвіллі, Теннессі. Їх попросили виступити перед співробітниками та їхніми родинами, які були обмежені під час Другої світової війни в Національній лабораторії Оук-Рідж у сусідньому Оук-Ріджі, штат Теннессі. Їх так часто просили співати там, що зрештою вони змінили назву на Оук-Рідж Квартет, і оскільки їхні найпопулярніші пісні були госпел, Фаулер вирішив зосередитися виключно на музиці південного госпелу. У той час квартет складався з Воллі Фаулера, Лона «Дікона» Фрімена, Керлі Кінсі та Джонні Нью. Ця група почала записуватися в 1947 році. У 1940-х роках Воллі Фаулер і квартет Oak Ridge були членами Grand Ole Opry. У 1949 році інші троє чоловіків відокремилися від Фаулера, щоб сформувати нову групу, Curley Kinsey and the Tennessee Ridge Runners, тому Фаулер найняв існуючу групу, Calvary Quartet, щоб реформувати Oak Ridge Quartet. Уолт Корнелл співав баритоном для квартету Оук-Рідж на початку 1950-х років. У 1957 році Фаулер продав права на назву «Oak Ridge Quartet» члену групи Смітті Гетліну в обмін на прощення боргу. У результаті нових кадрових змін група втратила свій тенор, тож вони зменшили свої аранжування та попросили Гетліна співати тенором, а піаніст Томмі Ферчайлд співав провідну роль. Вони записали альбом для Cadence Records, потім у 1958 році вони найняли Віллі Вінна співати партію тенора, а Ферчайлд повернувся виключно до фортепіано. У цей момент група складалася з Фейрчайлда за фортепіано, Вінна, Гетліна (лідер співу), баритона Рона Пейджа та баса Германа Харпера. Вони записали альбом на лейблі Checker Records, один на Starday і три на Skylite. У 1961 році Гетлін змінив назву групи на «the Oak Ridge Boys», оскільки їхній продюсер Бад Прегер вважав, що «Oak Ridge Quartet» звучить надто старомодно для їхнього сучасного звучання.

У 1987 році вийшов фільм «Де закінчується швидка дорога». Це був перший альбом з новим продюсером Джиммі Боуеном і останній альбом групи до відходу Вільяма Лі Голдена в 1987 році. Голдена змінив гітарист групи Стів Сандерс.
Група випустила ще чотири альбоми для MCA, включаючи третій альбом Greatest Hits, який містив раніше невиданий сингл, який вони записали для кампанії Take Pride In America. Вони переїхали до RCA Nashville і записали там три альбоми, у тому числі «Best of the Oak Ridge Boys», який включав сингл, який вони записали для саундтреку до фільму «My Heroes Have Always Been Cowboys». Перехід до RCA не спрацював, тому що особа, яка підписала їх там, незабаром перейшла на інший лейбл, і його заміна хотіла рекламувати Алабаму більше, ніж Oak Ridge Boys. Вони знову помінялися і підписали контракт із Liberty Records (лейбл Capitol, що базується в Нешвіллі), для якого вони записали свій третій різдвяний альбом.
Після майже десяти років вирішення таких проблем, як лейбли, які мало цікавилися просуванням The Oak Ridge Boys, збої в студіях і слабкі продажі, доля групи змінилася, коли вони підписали контракт із Spring Hill Records у 2000 році. За перші чотири роки спільної роботи з продюсером, лауреатом премії Dove Майклом Сайксом, квартет випустив повноформатний госпел-альбом (From The Heart), свій четвертий різдвяний альбом (Inconvenient Christmas), патріотичний альбом (Colours), альбом мятликової музики (The Journey) і квазі-компіляція під назвою Common Thread, що містить нещодавно записані версії старих госпел-пісень, а також матеріал із альбому The Journey 2004 року. Ще один різдвяний альбом, Christmas Cookies, вийшов у 2005 році. У 2006 році група завершила роботу над альбомом «Front Row Seats» — поверненням до традиційної кантрі-музики з сучасними, агресивними аранжуваннями та підбором пісень. Проект породив незначний хіт топ-40 із піснею «It’s Hard to Be Cool in a Mini-Van».

## Дискографія
- Див. статтю «The Oak Ridge Boys discography» в англійському розділі.

## Склад
Поточний
- Вільям Лі Голден[en] — баритон (1965–87; 1995–)
- Дуейн Аллен[en] — соло (1966–)
- Річард Стербан[en] — бас (1972–)
- Джо Бонсолл[en] — тенор (1973–)

Колишній

## Нагороди та відзнаки
Нагороди Академії кантрі-музики
- 1978: Верхня вокальна група
- 1981: Сингл року – «Ельвіра»

Нагороди Асоціації кантрі-музики
- 1978: Інструментальна група року
- 1978: Вокальна група року
- 1981: Сингл року – "Elvira"
- 1986: інструментальна група року

GMA Dove Awards
- 1969: Альбом року – It's Happening
- 1970: Чоловіча група року
- 1972: Чоловіча група року
- 1972: Альбом року – Light
- 1973: Альбом року – Street Gospel
- 2002: Кантрі-альбом року – From The Heart
- 2007: Кантрі-пісня року – "Jonah, Job and Moses"
- 2010: Довге музичне відео року – A Gospel Journey

Нагороди Греммі
- 1971: Найкраще виконання госпелу (крім соулу) – «Talk About the Good Times»
- 1974: Найкраще виконання госпелу (крім соулу) – «Хрещення Джессі Тейлора»
- 1977: Найкраще виконання госпелу (крім соулу) – «Where the Soul Never Dies»
- 1978: Найкраще виконання традиційного євангелія – Просто маленька розмова з Ісусом
- 1982: Кращий кантрі-виконання дуету або групи з вокалом – Ельвіра

### Інші відзнаки
- 2000: введено до Зали слави госпел-музики [5]
- 2001: отримав нагороду «Срібний буйвол» від бойскаутів Америки[6]
- 2015: введено до Зали слави кантрі-музики[7]